# دردار أخشن
دردار أخشن (الاسم العلمي: Ulmus asperrima) هو نوع نباتي يتبع جنس الدردار من فصيلة الدردارية.